# ショコラ (テレビ番組)
『ショコラ』は、2008年から2009年まで日本テレビで放送された特別番組である。

## 内容
- 「女のヒミツ」をテーマに投稿された内容をドラマ化し、それを見てスタジオでトークするドラマ&トークバラエティ番組。
- 都内のあるマンションの一室で開かれている男子禁制のパーティーに女達が集まり、女友達のヒミツを語るという設定になっている。
- 番組名の「ショコラ」とは「ショート・コメディ・ドラマ」の略である。

## 放送日・時間
放送時間はいずれも日本標準時（JST）による。
| 回数  | 放送日時                     | サブタイトル                              | 視聴率 | 備考                                     |
| ----- | ---------------------------- | ----------------------------------------- | ------ | ---------------------------------------- |
| 第1回 | 2008年5月3日 13:30 - 15:00   |                                           |        | サタデーバリューフィーバー内で放送。     |
| 第2回 | 2008年9月27日 22:00 - 23:24  | 本当にあった女のヒミツ 豪華女優が大告白SP | 10.1%  |                                          |
| 第3回 | 2008年12月17日 22:40 - 24:05 | 本当にあった女のヒミツ 豪華女優が大告白SP | 8.6%   | サッカークラブW杯中継のため5分繰り下げ。 |
| 第4回 | 2009年4月1日 20:54 - 22:48   | 愛される女 嫌われる女グランプリ           | 8.7%   |                                          |

## 出演
- 小池栄子
- 片瀬那奈
- 平山あや
- 山田優
- スザンヌ
- 近藤春菜（ハリセンボン）
- 加藤ローサ
- ベッキー
- 村上知子（森三中）
- 小泉今日子（スペシャルゲスト）
- 田畑智子
- 真矢みき（スペシャルゲスト）
- YOU
- 鈴木砂羽
- 大竹一樹（さまぁ〜ず、管理人）
- 徳井義実（チュートリアル）
- ナイツ
- はんにゃ
- ザブングル
- 次長課長
- 相沢まき

## スタッフ
- ナレーション：野宮真貴
- 構成：アサダアツシ、町山広美、樅野太紀、根本ノンジ、カツオ、藤田洋一
- TM：江村多加司
- SW：村松明
- カメラ：三井隆裕
- 音声：吉田航
- 調整：三崎美貴
- 照明：小川勉
- 美術：中原晃一
- デザイン：本田恵子
- 装置：泉慎一
- 電飾：糸数青祥
- 装飾：吉田浩
- 衣装：星野理恵
- 持道具：高橋由美
- 生花：熊田康夫
- メイク：山口朋子
- 音効：中村由紀
- 技術協力：池田屋（山田洋和）、阿呍（五十嵐敏也）、交音社（西田敬）、ザ・チューブ
- アートディレクター：☆☆☆鈴木明
- アニメーション：石橋加奈子
- OPタイトル：DENTSU TEC INC森祐樹 清水伸子
- CG：長江努、池節博哉
- TK：伊藤美紀
- デスク：小林祐子
- 編成：安島隆、鯉渕友康
- 広報：浜崎英人
- AD：合田伊知郎、白坂亮介、中川学、藤野賢宏、井上雄介、永井純平
- AP：国部有紀、内藤三保子、杉原洋子
- ディレクター：植木一実、我妻哲也、白井秀和
- ドラマ演出：大場剛、水口智就、小俣猛、鳩三郎、黒川高、佐藤稔久
- 企画・演出：橋本和明
- プロデューサー：加藤幸二郎、松本京子、中村昌哉、三浦正義
- チーフプロデューサー：安岡喜郎
- 制作協力：極東電視台
- 製作著作：日本テレビ